# Bruggeman (stokerij)
De firma Bruggeman is een stokerij gelegen te Gent, die de jenever Hertekamp produceert.

## Geschiedenis[1]

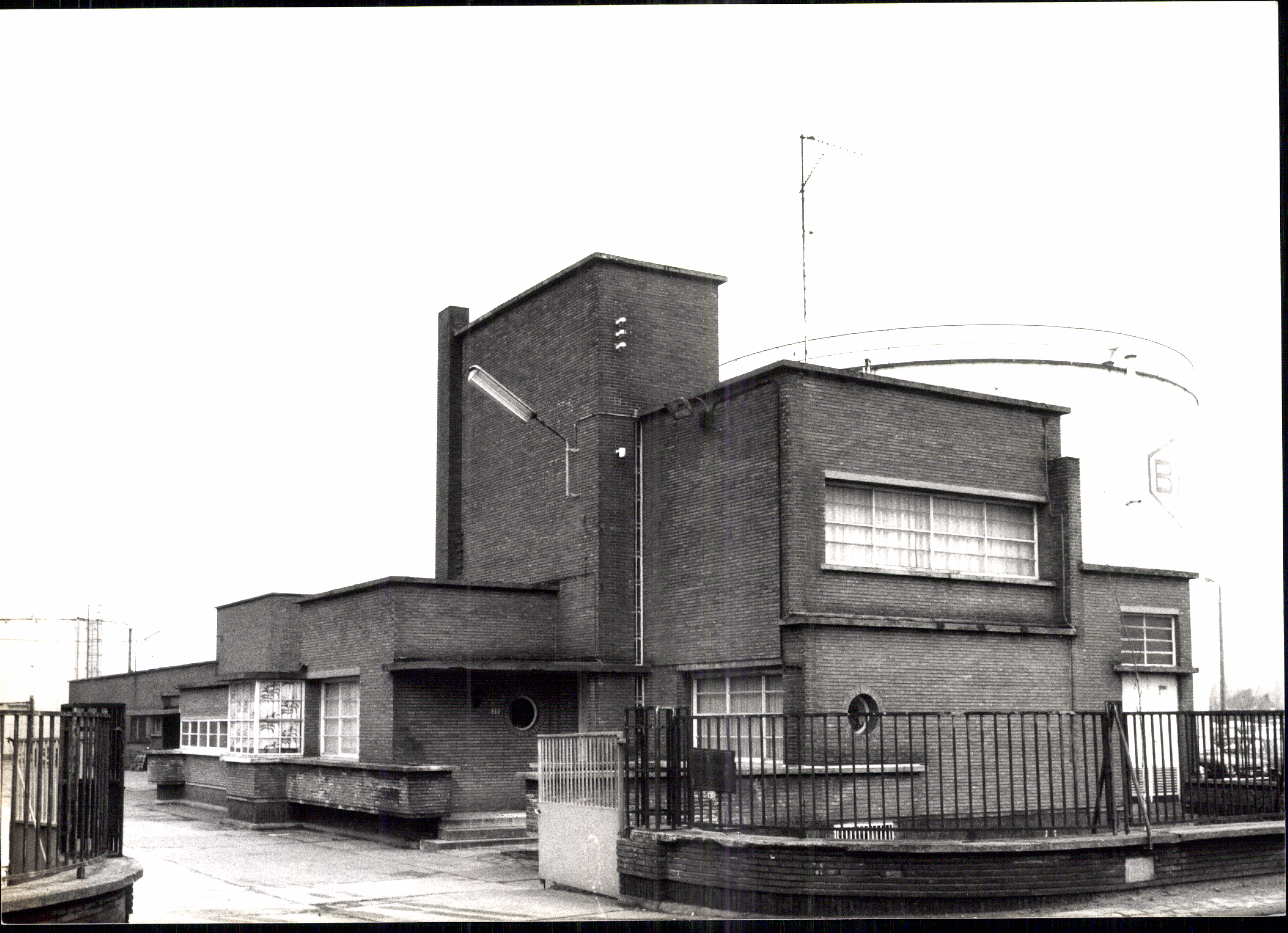
Bruggeman

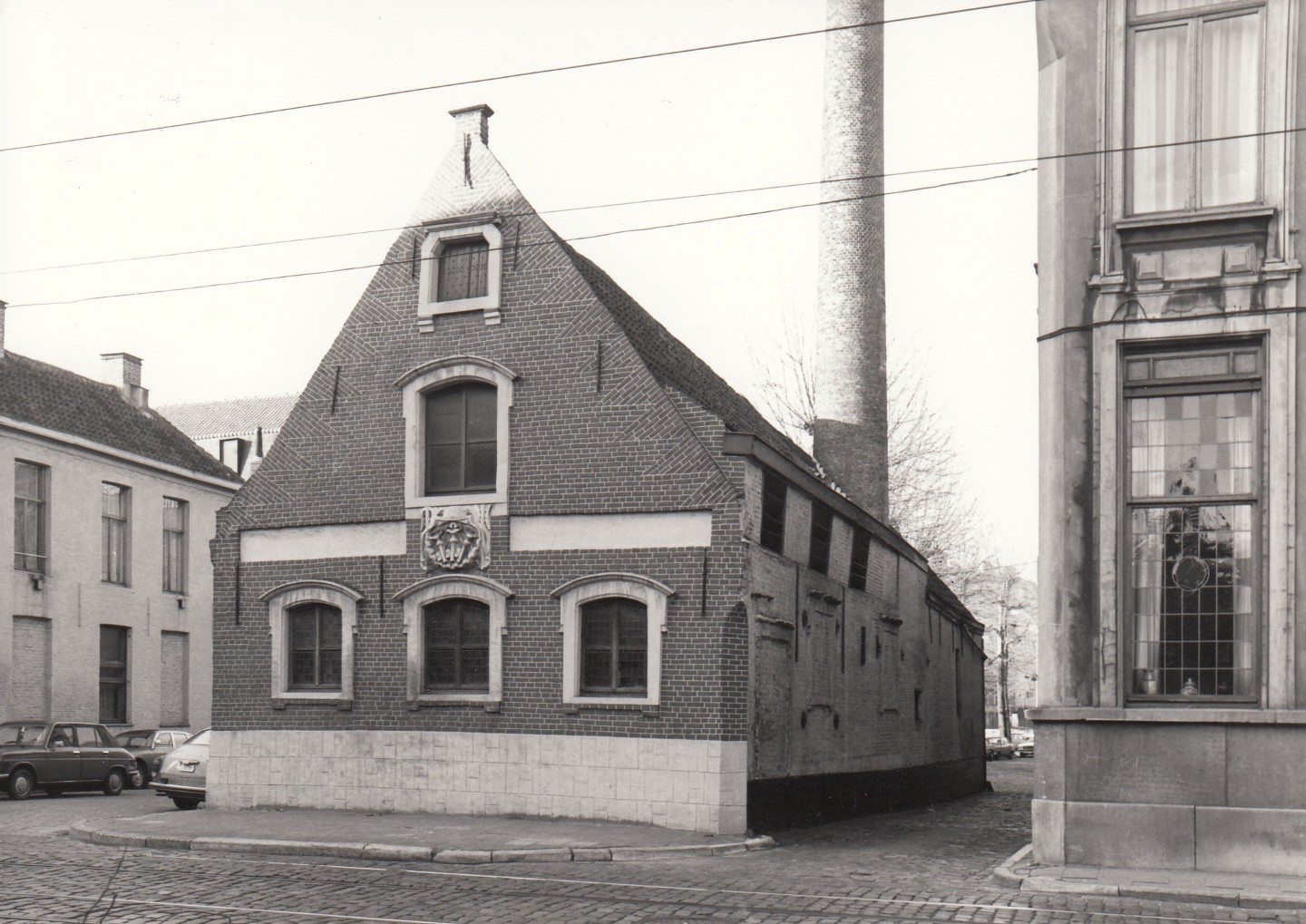
Brouwerij Het Sleutelken, Tichelrei te Gent

In 1884 startte Pieter Bruggeman met een handel in wijnen en likeuren aan de Muide te Gent. Hij gaf "De Noordpool" als naam aan zijn zaak. Dochter Anaïs Bruggeman huwde in 1924 met Louis De Schepper, zoon van een brouwer van Brouwerij De Schepper (Gent) en deze bracht zijn ervaring mee naar "de Noordpool". Ze startten met de eigen productie via destillatie. Hiervoor werd de zaak verhuisd naar de  gebouwen van vroegere brouwerij Van Goethem, ook wel "Het Sleutelken" genoemd, die aan de Grauwpoort lagen.
Door de grotere productie konden de toeleveranciers van alcohol niet langer voldoen aan de behoefte van Bruggeman. Bovendien was de installatie verouderd.  Dus werd in 1941 een nieuwe stokerij gebouwd aan de Langerbrugge naar ontwerp van architect J. Lippens. Vanaf 1946 werd er een uitbreiding aangebouwd en maakten ze er hun eigen gist, maar ook de gewone bakkersgist. Een industriële melassestokerij werd eveneens bijgebouwd in 1952.

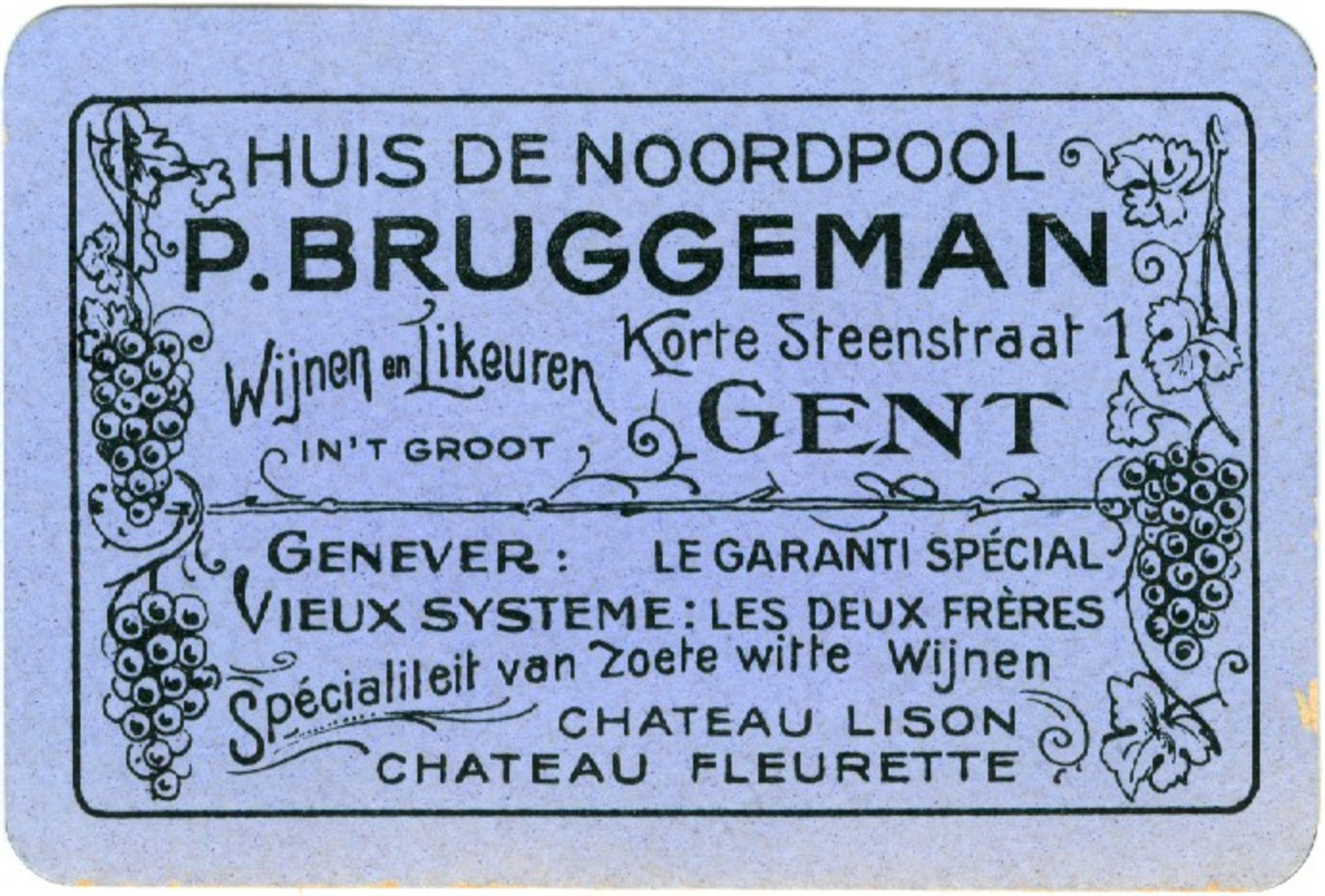
Speelkaart 'Huis de Noordpool, P. Bruggeman

Na het overlijden van Louis De Schepper in 1956 werd het bedrijf verdergezet door zijn weduwe en hun beide zonen Joseph en André De Schepper. In 1987 stierf ook Anaïs Bruggeman. In hetzelfde jaar werd een productie-eenheid aan de Wiedauwkaai in gebruik genomen.
In 1988 nam Bruggeman de Hasseltse distilleerderij Fryns over, dat het in 2018 weer verkoopt. Sedert 2011 is Bruggeman eigenaar van het andere Hasselse merk Smeets, waardoor het bedrijf Belgisch marktleider van de graanjenevers werd. Ook andere jenevermerken worden overgenomen waardoor Bruggeman de jenevers Peterman, Smeets, Hertekamp, Olifant en Goblet in handen heeft naast een divers gamma van andere alcoholische en alcoholvrije dranken. Zo werden overgenomen: Ainslie's whisky in 1998 (Schotland) en La Martiniquaise (Poliakov, Label 5, Canadou) in 2009 (Frankrijk).
Sedert 2009 behoort Bruggeman tot de Franse groep La Martiniquaise.